# Cot Geulumpang Tunong
Cot Geulumpang Tunong is een bestuurslaag in het regentschap Bireuen van de provincie Atjeh, Indonesië. Cot Geulumpang Tunong telt 247 inwoners (volkstelling 2010).